# پلی ام انترتینمنت
پلی ام اینترتینمت (به انگلیسی: Play M Entertainment) (به کره‌ای: 플레이엠 엔터테인먼트) یک کمپانی موسیقی کره جنوبی زیر نظر کاکائو اینترتینمنت است.

## تاریخچه
کمپانی پلن ای (ای کیوب سابق) در سال ٢۰۱۱ به عنوان یک زیرشاخه از کمپانی کیوب تشکیل شد. در سال ٢۰۱۵ کمپانی لئون با داشتن هفتاد درصد از سهام این شرکت بزرگترین سهامدار پلن ای شد و متعاقباً پلن ای زیرشاخه کمپانی لئون قرار گرفت.

## هنرمندان

### هنرمندان فعال
سولو خوان ها
- Huh Gak
- جونگ اون-جی
- هان سونگوو
- هیونینگ باهیه
- minna seo

گروه ها
- ای پینک
- ویکتون
- بانداژ
- د بویز
- ویکلی
- ملودی دی

بازیگران
- پارک چورونگ
- یون بومی
- جونگ اون-جی
- سون نایون
- کیم نامجو
- اوه هایونگ

زیر مجموعه ها
- Pink BnN

کار آموزان
- Plan A Boys
  - Han Seung-woo
  - Kang Seung-sik
  - Heo Chan
  - Im Se-jun
  - Doh Han Se
  - Choi Byeong-chan
  - Jung Su-bin

#### هنرمند سابق
- هونگ یوک یانگ (٢۰۱۱-٢۰۱٣)

## لینک های مرتبط
- وبگاه رسمی (کره‌ای)
  - Official online shop (کره‌ای)
- پلی ام انترتینمنت در فیس‌بوک
- پلی ام انترتینمنت در توییتر
- پلی ام انترتینمنت در اینستاگرام